# Templo de Marte Vingador
Templo de Marte Vingador ou Templo de Marte Ultor (em latim: Templum/Aedes Martis Ultoris) foi um templo erguido pelo imperador Augusto (r. 27 a.C.–14 d.C.) no Fórum de Augusto (por vezes chamado Fórum de Marte por conta do templo) e dedicado em 1 de agosto de 2 a.C.. O templo foi erguido em cumprimento de uma promessa feita anos antes pelo príncipe, quando da Batalha de Filipos de 42 a.C. que pôs fim a guerra civil entre o Segundo Triunvirato e os assassinos de Júlio César, Marco Júnio Bruto e Caio Cássio Longino. O Templo de Marte Vingador recebeu várias obras de arte. Sabe-se que ao menos uma vez Augusto celebrou o Festival de Marte em seu fórum em resposta à inundação do Rio Tibre, e os irmãos arvais realizaram sacrifícios a Marte Vingador, Salo e o gênio do príncipe.

## História
Certas formalidades foram observadas no templo como a assunção da toga viril por um jovem, a despedida formal dos governadores provinciais quando alçados em seus postos e a recepção deles quando retornando com sinais de vitória que foram depositados lá, além de outras funções menos importantes. Serviu como um abrigo seguro para objetos importantes até que algum ladrão roubou o elmo de Marte, e foi o cenário dos famosos banquetes dos sálios. Também é geralmente creditado como o local onde os estandartes de guerra recuperados do Império Parta foram mantidos, após serem removidos do Templo de Marte Vingador no Capitólio.
O templo foi octostilo e períptero, exceto no extremo nordeste, onde juntou-se com o muro do fórum. Três das colunas do arquitrave ainda existem e são de mármore branco estriado com capiteis coríntios e medem 15,30 metros de altura e 1,76 de diâmetro. O cela é dividido em uma nave e dois corredores por colunas internas e seu muro é de peperino forrado com mármore grego. O teto do peristilo, entre o muro da cela e as colunas, é coberto com painéis de rosetas. A base de concreto das escadas está bem preservada, bem como uma porção do pódio. As lajes de mármore mostram sinais de decoração com relevos de bronze. Em 19 d.C., o imperador Tibério (r. 14–37) erigiu dois arcos em honra às vitórias de Druso e Germânico na Germânia, cada qual num lado do templo.

## Planimetria
| Planimetria dos fóruns imperiais de Roma |
| --- |
| Pórtico Curvo Pórtico Purpúreo Secretaria do Senado Plano de Mármore Templo da Via Sacra Biblioteca Vico Cúprio Arco de Trajano Arco de Druso Arco de Gêrmanico Pórtico Absidado Quadriga Estátua equestre Fórum de Trajano Mercado de Trajano Biblioteca Úlpia Coluna de Trajano Basílica Úlpia Basílica Argentária Templo de Marte Vingador Templo de Minerva Templo da Paz Fórum de César Templo da Vênus Genetrix Átrio da Liberdade Estátua equestre Fórum Romano Cúria Júlia Basílica Emília Subura Fórum de Nerva Fórum de Augusto Fórum da Paz |